# Ahoi
Ahoi är en jordregisterby (nr 700) i den forna kommunen Teisko (i nuvarande Tammerfors stad), Birkaland, Västra Finlands län .